# Comuna Rae
Rae (în germană Johannishof) este o comună (vald) din Județul Harju, Estonia. Comuna cuprinde 27 de sat și 4 târgușoare(alevik). Reședința comunei este târgușorul (alevik) Jüri (Rae). Localitatea a fost locuită de germanii baltici.

## Localități componente

### Târgușoare
- Jüri (Rae)
- Vaida
- Assaku
- Lagedi (Laakt)

### Sate
- Aaviku
- Aruvalla
- Järveküla
- Kadaka
- Karla
- Kautjala
- Kopli
- Kurna
- Lehmja
- Limu
- Pajupea
- Patika
- Peetri (Petrikülla)
- Pildiküla
- Rae (Rae)
- Salu
- Seli (Sellimae)
- Soodevahe
- Suuresta
- Suursoo
- Tuulevälja
- Urvaste
- Vaidasoo
- Vaskjala
- Veneküla
- Veskitaguse
- Ülejõe